# 운호고등학교
운호고등학교(雲湖高等學校)는 대한민국 충청북도 청주시 서원구 모충동에 있는 사립 고등학교이다.

## 학교 연혁
- 1954년 7월 22일 : 재단법인 신라학원 설립인가(설립자 강기용 박사. 청주시 북문로 2가 139번지. 강기용 선생이 총재산 7,700 환 투척)
- 1954년 7월 22일 : 초대 이사장 정현모 선생 취임
- 1964년 1월 25일 : 학교법인 신라학원으로 변경인가 (북문로2가 180번지)
- 1964년 11월 19일 : 학교법인 운호학원으로 명칭변경
- 1967년 10월 5일 : 운호종합고등학교 설립인가 (학년당 4학급· 인문 1, 상과 3, 총 12학급)
- 1968년 3월 6일 : 운호종합고등학교 개교 및 입학식 (241명), 초대 교장 강기용 박사 취임
- 1968년 3월 6일 : 청주여자상업고등학교 교사에서 수업
- 1969년 6월 : 운호중학교 교사로 이전 (모충동 294번지)
- 1970년 2월 : 현 교사로 이전 (모충동 132번지)
- 1971년 1월 13일 : 제1회 졸업 (181명)
- 1973년 9월 14일 : 운호고등학교 인문계고로 교명변경 인가
- 1973년 11월 1일 : 운호고등학교로 학칙 변경 (인문과 10학급, 총 30학급)
- 1996년 8월 10일 : 학교법인 서원학원으로 변경
- 2002년 12월 29일 : 후관 준공(1,411.42m2 교실 13칸, 연구실 2실)
- 2006년 4월 5일 : 고당예관 준공(총 1,588.59m2)
- 2007년 : 우정학사 준공(338.64m2)
- 2020년 11월 20일 : 전찬구 이사장 취임
- 2024년 2월 1일 : 제54회 졸업(243명, 총 23,177명)
- 2024년 3월 1일 : 제19대 설덕종 교장 취임

## 참고 자료
- 운호고등학교 - 한국교육학술정보원 학교알리미